# Word ik rijk?
Word ik rijk? is een televisieprogramma, dat in het voorjaar van 2009 werd uitgezonden op SBS6 is afgeleid van de website wordikrijk.nl. Eind 2009 kwamen de herhalingen op de televisie. De presentatie is in handen van Henkjan Smits.
Henkjan Smits ontmoet in Word ik rijk? markante en unieke personen die door hard werken, een briljant idee of een flinke portie lef miljonair zijn geworden. Smits gaat ook op stap met gewone Nederlanders die een dag als miljonair door het leven gaan.

## Miljonairs in Word ik rijk?
- Romke Kooyenga
- Hennie van der Most
- Marianne Naerebout
- Bob Crebas
- Sander Groet
- Inge van Kemenade
- Henri Willig
- Rory Bertram
- Familie de Bruijn (vier zusjes)
- Wessel van Alphen
- Marjan Strijbosch
- Peter van den Assem